# 藤悟郎
藤 悟郎（ふじ ごろう、1940年 - ）は、兵庫県出身の元アマチュア野球選手（投手）。

## 来歴・人物
芦屋高では、エースとして1958年秋季近畿大会県予選決勝に進み兵庫工と延長13回1-1の引き分け。再試合も延長20回0-0で引き分けとなり話題となる。翌1958年春の選抜に出場するが、1回戦で宇都宮工に敗退。同年夏の甲子園県予選は準決勝で兵庫工に敗退。高校の1年下に安藤敏雄がいた。
慶應義塾大学に進学。東京六大学野球リーグでは、1年上に早慶六連戦で主軸となった清沢忠彦、角谷隆、三浦清（日本石油－大昭和製紙）、丹羽弘（全鐘紡）の4投手がおり、なかなか活躍の機会はなかった。しかし4年生時にはエースとして同期の大橋勲とバッテリーを組み、1962年秋季リーグで優勝、ベストナイン（投手）に選出された。リーグ通算26試合10勝3敗、防御率1.02、42奪三振。他の大学同期に外野手の榎本博明（サッポロビール）がいた。
大学卒業後は社会人野球の日本石油に進む。1963年の都市対抗に、ライバル法大から入社した友歳克彦と投の二本柱を組み出場。準決勝で富士製鐵室蘭に敗れるが、3位決定戦では河合楽器を降した。